# Glenea annuliventris
Glenea annuliventris är en skalbaggsart som först beskrevs av Maurice Pic 1926.  Glenea annuliventris ingår i släktet Glenea och familjen långhorningar. Inga underarter finns listade i Catalogue of Life.